# Роберт Баратеон
Роберт Баратеон (енгл. Robert Baratheon) је измишљени лик из серије епско-фантастичних романа Песма леда и ватре америчког аутора Џорџа Р. Р. Мартина и њене телевизијске адаптације Игра престола, где га је тумачио енглески глумац Марк Еди.
Представљен у роману Игра престола из 1996. године, Роберт је најстарији син и наследник лорда Стефона Баратеона. Он је близак пријатељ Неда Старка и обојица су штићеници лорда Џона Ерина. Након што је његову вереницу Лијану Старк наводно отео принц Регар Таргарјен, Роберт, Нед и Џон су покренули побуну против „Лудог краља” Ериса II Таргарјена. Након што је сломио династију Таргарјен и победио у рату, током ког је Лијана умрла, Роберт је преузео Гвоздени престо. Оженио је Серсеи, ћерку Тивина Ланистера, како би осигурао политичку стабилност. Иако је његова владавина релативно мирна, Роберт се показао као неефикасан владар. Он је несрећан и у браку са Серсеи, коју злоставља и својим обавезама краља, те живи животом неверства и безобзирног расипништва. Отац је бројних копилади и није свестан тога да је отац његово троје деце са Серсеи заправо њен брат близанац Џејми.
Иако је Роберт убијен у првом роману, наслеђе његове побуне и владавине наставља да има велики утицај на савремене догађаје у Вестеросу. Његова смрт ствара вакуум моћи у ком се његова браћа, Серсеин најстарији син Џофри и неколико других кандидата боре за контролу над Седам краљевстава, познат као Рат пет краљева.